# Jardin rues des Orteaux-Croix-Saint-Simon
Le jardin rues des Orteaux-Croix-Saint-Simon est un espace vert du 20e arrondissement de Paris, en France.

## Situation et accès
Le jardin est situé à l'angle de la rue des Orteaux et de la rue de la Croix-Saint-Simon.
Il est desservi par la ligne 9 à la station Mairie de Montreuil.

## Origine du nom
Il est dénommé ainsi en raison de sa proximité avec la rue des Orteaux et de la rue de la Croix-Saint-Simon.

## Historique
Le jardin est créé en 1986, sous le nom de « jardin des Orteaux ».